# راؤول فيلاسكو
راؤول فيلاسكو (بالإسبانية: Raúl Velasco)‏ هو صحفي ومقدم تلفزيوني ومنتج تلفزيوني مكسيكي، ولد في 24 أبريل 1933 في سيلايا في المكسيك، وتوفي في 26 نوفمبر 2006 في مدينة مكسيكو في المكسيك بسبب التهاب كبدي.

## وصلات خارجية
- راؤول فيلاسكو على موقع IMDb (الإنجليزية)